# ملکه یو عزل‌شده
ملکه یو عزل‌شده (۲۵ اوت ۱۵۷۶ – ۲۱ اکتبر ۱۶۲۳) همسر و ملکه هم‌نشین یی هون، پادشاه گوانگ‌هه، پانزدهمین پادشاه چوسان بود. او از سال ۱۶۰۸ تا زمان عزل شدن همسرش در سال ۱۶۲۳، ملکه چوسان بود و پس از آن با نام ملکه یو عزل‌شده شناخته شد.